# ARENA der jungen Künste
ARENA… der jungen Künste ist ein internationales Theaterfestival mit den Schwerpunkten Performance, Tanz- und Körpertheater. Das von Studierenden der Friedrich-Alexander-Universität organisierte Festival findet jährlich im Sommer in Erlangen über den Zeitraum von fünf Tagen statt.

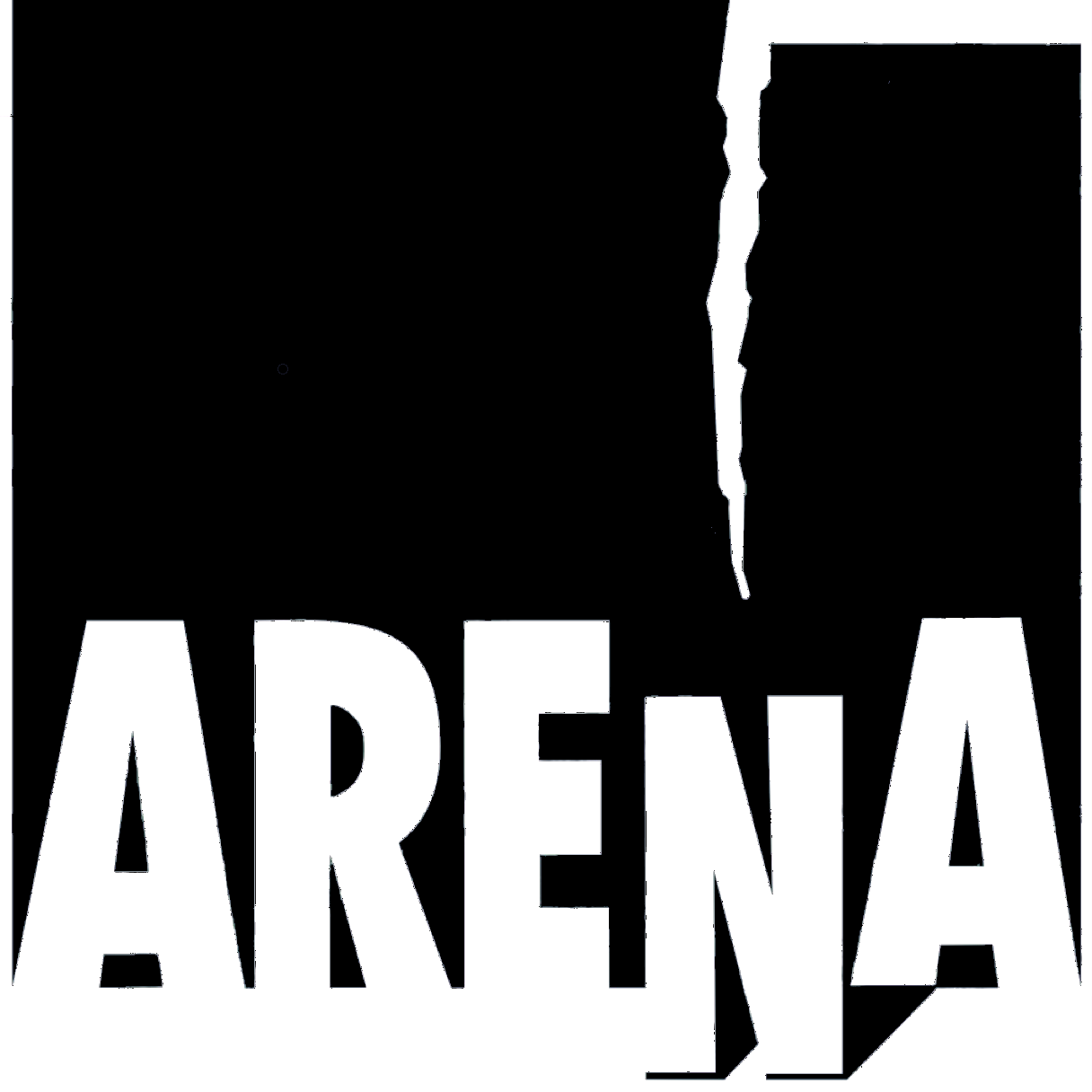
ARENA Logo

## Geschichte
Nach der 40. Internationalen Theaterwoche der Studentenbühnen im Jahr 1989 gründeten Erlanger Studenten der Theaterwissenschaft den Verein ARENA e. V. 1991 fand das erste vom Verein organisierte Festival statt, bei dem unter anderen auch der Theaterregisseur Jan Bosse ein Mitglied im Organisationsteam war. In Zusammenarbeit mit dem Centro Drammàtico Elvira, einer Gruppe die im Vorjahr aufgetreten war, fand 1992 zum ersten Mal eine Koproduktion statt. Seitdem sind Koproduktionen fester Bestandteil des Festivals.
Eine 1995 etablierte Zeitung Festivalzeitung – „ARENA Spots“ – berichtet täglich in deutscher und englischer Sprache über die neuesten Ereignisse des Festivals. Inhalt des Blatts sind außerdem Kritiken zu den einzelnen Performances und Interviews mit Künstlern, Jury- und Teammitgliedern. Ebenfalls seit 1995, gibt es Koproduktionen mit auswärtigen Bühnen. Eine internationale Jury aus fünf Vertretern der Theater- und Medienpraxis beurteilt seit 1998 alle Stücke, prämiert das beste Stück des Festivals und seit 1993 den Publikumspreis.
Die Inszenierungsgespräche TalkArts wurden 2001 etabliert und im Jahr 2003 das unabhängig arbeitende Filmteam „ARENA Zoom“, das bis 2011 das Festival dokumentiert.
2005 wurde die Internationale Woche des jungen Theaters in ARENA… der jungen Künste/ARENA...of the young arts umbenannt.
Das zum 30. Jubiläum geplante Festival im Jahr 2020, musste auf Grund der COVID-19-Pandemie abgesagt werden.

## Inhalte
Während des Festivals werden jedes Jahr vier Tage lang die verschiedensten Spielarten der Performance, sowie des Tanz- und Körpertheaters präsentiert. Eingeladen werden in der Regel Einzelkünstler und Gruppen. Präsentiert werden sollen zeitgenössische, interdisziplinäre, multimediale und experimentelle Produktionen, die sich unabhängig vom institutionalisierten Theatersystem entwickelt haben und an unkonventionellen Spielorten realisiert werden.
Ziel der Veranstalter ist, den Blick auf die internationale freie Theaterszene zu weiten und den Austausch zwischen Künstlern, Wissenschaftlern, Vertretern der Medien- und Theaterpraxis und dem Publikum zu fördern. Eine Fachjury betreute Inszenierungsgespräche, Podiumsdiskussionen, Vorträge und von Künstlern geleitete Workshops.
Es werden jeweils drei Preise verliehen, darunter ein Publikumspreis. Die Mitarbeiter des Festivals arbeiten ehrenamtlich, die Künstler treten ohne Gage auf und erhalten allenfalls übliche Reisespesen.

## Veranstaltungen
- 1990 – Am 11. Januar wird der Verein ARENA Internationaler Theaterstudenten und -studentinnen e. V. (AIT) gegründet. Der jetzige Leiter des Figurentheaterfestivals Bodo Birk und der mittlerweile renommierte Regisseur Jan Bosse gehören zum Gründungsteam.
- 1991 – Das erste Festival mit 10 Gruppen aus 9 verschiedenen Ländern wird unter dem Namen „Internationale Woche des jungen Studententheaters“ auf die Beine gestellt.
- 1992 – Die erste Koproduktion wird mit dem Centro Dramatico Elvira aus Spanien realisiert. Zum ersten Mal steht das Festival unter einem Motto, das aber sehr offen gehalten ist und verleiht einen Preis. Der Fokus wird vom reinen Studierendentheater auf die gesamte freie Szene erweitert, dementsprechend wird das Festival in „Internationale Woche des jungen Theaters“ umbenannt.
- 1993 – Gemeinsam mit dem Theater Erlangen wird die Produktion BeckettSpiel präsentiert.
- 1994 – Der Verein erhält den Kulturförderpreis der Stadt Erlangen. Das Festival findet in kleinerem Rahmen innerhalb des zwölften Bayerischen Theatertage statt.
- 1995 – Die Koproduktion wird zusammen mit dem Living Theatre aus New York erarbeitet. Die Festivalzeitung Spots wird gegründet, von ARENA-Sympathisanten erstellt und als Frühstücksbeilage geliefert.
- 1996 – Der Verein hat die Befürchtung, dass das Festival in Zukunft aus finanziellen Gründen nicht mehr durchgeführt werden kann. Mit der Aktion 'ARENA am Boden' versuchen die Teammitglieder frei nach dem Slogan „Hier wichsen Intellektuelle“ Geldspenden durch das Putzen von Schuhen einzusammeln.
- 1997 – Eine Klang-Körper-Performance findet in einem Bierkeller des Erlanger Burgberges statt.
- 1998 – Das Team holt sich bei der Preisverleihung Unterstützung von einem sechsköpfigen, internationalen Jurorenteam, darunter auch Bodo Birk.
- 1999 – Motto des Festivals: „Urteilen Sie über nichts, das Sie nicht gesehen haben!“ Gezeigt werden 14 Performances.
- 2000 – Motto des Festivals: „Lebe wild und gefährlich“. Ein vollständig erneuertes Team gestaltet das zehnte Jubiläumsfestival.
- 2001 – Die neue Veranstaltungsreihe talkArt bietet die Möglichkeit mit den Künstlern direkt nach den Vorstellungen in den Dialog zu treten.
- 2002 – Die diesjährige Koproduktion findet mit Beautiful Monster statt, einer Gruppe aus Australien.
- 2003 – Motto des Festivals „Theatersinn“. Das Festival steht im Zeichen der Sinne sowie der Sinneswahrnehmungen und macht Theater mit dem „Theatersinn“ erfahrbar. Die Koproduktion von 2001 'Sine Loco' ist beim Niederösterreichischen Donaufestival in Korneuburg zu Gast und gewinnt beim Golden Mask Festival die Auszeichnung für die innovativste Inszenierung.
- 2004 – Motto des Festivals: „LebensART-Lifestyle“.
- 2005 – Motto des Festivals „Ver-rückt“. Das Festival erhält einen neuen Namen und nennt sich jetzt: ARENA... der jungen Künste.
- 2006 – Motto des Festivals „Abseits“. Zwölf Gruppen aus Tschechien, Israel, England u. a. Ländern sind zu Gast, darunter das Wired Aerial Theatre mit einer Bungee-Seil-Luft-Akrobatik.
- 2007 – Motto des Festivals „SinnFlut/SenseabundanceFreiraum/Open Space“. Thematisiert werden die Unmengen an Sinneseindrücken, denen wir täglich ausgesetzt sind.
- 2008 – Motto des Festivals „Freiraum/Open Space“. Das Festival wird mit dem Stück 'Los quatro Cubos' von der Argentinischen Gruppe 'Compania Buster Keaton' eröffnet, bei dem Autor anwesend ist.
- 2009 – Motto des Festivals „Idylle am Abgrund“. Das Festival wird mit zwei parallel stattfinden Vorstellungen eröffnet, davon zum ersten Mal mit einer Oper.
- 2010 – Motto des Festivals: „Zukunft aufs Brot“. Zum Anlass des 20-jährigen Jubiläums gibt der Verein eine Jubiläumsschrift heraus.
- 2011 – Motto des Festivals: „…guckt weg!/…look away!“ In 13 Inszenierungen ging es um das Durchbrechen der gewohntem Wahrnehmung und das Einnehmen neuer Perspektiven.
- 2012 – Motto des Festivals: „Apokalypse – Alles muss raus / Apocalypse – It’s all for sale“. Gezeigt wurden Inszenierungen, die sich mit unterschiedlichen Vorstellungen einer Apokalypse beschäftigten, wie: „Die Natur wehrt sich gegen den Parasiten Mensch“ oder „die Finanzmärkte brechen zusammen“.
- 2013 – Motto des Festivals: „grenzenlos/no limit“. Vom 25. Bis 30. Juni wurde das Problem Grenze in jeder Form untersucht und beleuchtet. Es ging um Anfang und Ende, Grenzen als Chance, die Frage der Abhängigkeit des Menschen von Ein- und Abgrenzungen.
- 2014 – Motto des Festivals: „Mensch... wo bist du?/Man... where are you?“. Vom 1. bis 7. Juli wurde in 14 Performances versucht, den Menschen in all den Facetten seines Seins aufspüren. Was macht einen Menschen aus? Wo bleibt der Mensch in der heutigen Zeit?
- 2015 – Motto des Festivals: „25 Jahre künstlerische Befruchtung/25 years of artistic promotion“. ARENA feiert sein 25. Jubiläum.
- 2016 – Motto des Festivals: „Wer hat Angst vor...?/Who's afraid of...?“ ARENA setzt sich mit dem Thema Angst unter einem gesellschaftlichen Schwerpunkt auseinander.[1]
- 2017 – Motto des Festivals: „Prisma – Perspektivenwechsel/Prism – shifting perspectives“[2]
- 2018 – Motto des Festivals: „404 – Not found“[3]
- 2019 – Motto des Festivals: „Schuld & Bühne“
- 2020 – Motto des Festivals: „No Drama_“. ARENA feiert von 24.–28. Juni 2020 sein 30. Jubiläum. Auf Grund von COVID-19 musste das Festival zum ersten Mal in seiner Geschichte abgesagt werden.
- 2021 – Motto des Festivals: „Stuck in a L∞p“. Von 23.–27. Juni fand das ARENA Festival, während der anhaltenden COVID-19-Pandemie, das erste Mal als Online-Eventreihe statt. Aufgeführt wurden die Stücke „werther.live“, „Durst.digital“, „Quadrat im Quadrat im Quadrat“ und „Nur Mut – Eine Häutung“ per Livestream.[4]
- 2022 – Motto des Festivals: „Berühr mich!“. Das Festival fand vom 22.–26. Juni 2022 mit insgesamt 6 internationalen Produktionen, namentlich „Vor Sonnenaufgang“, „Happy Vineyards“, „Reanimationstraining“, „Wir sagen uns Dunkles“, „Right for Fight“ und „The Other Side“ wieder in 100 % Kopräsenz statt.
- 2023 – Motto des Festivals: „CHAOS“ – vom 21.–25. Juni 2023[5]

## Preise und Auszeichnungen
- 1994 Kulturförderpreis der Stadt Erlangen